# Bahnhof Hamburg Hörgensweg
Der Bahnhof Hamburg Hörgensweg ist eine Station der AKN Eisenbahn an der Bahnstrecke Hamburg-Altona–Neumünster im Hamburger Stadtteil Eidelstedt.

## Geschichte
Die Station wurde nachträglich in die an dieser Stelle zweigleisigen Bahnstrecke Hamburg-Altona–Neumünster eingefügt und zum Beginn des Fahrplanjahrs 2003 eröffnet. Dafür wurden südlich des Bahnübergangs mit der namensgebenden Straße Hörgensweg zwei 110 m lange und 76 cm hohe Außenbahnsteige errichtet. Hamburg Hörgensweg bildet betrieblich einen Bahnhofsteil des Bahnhofs Hamburg-Eidelstedt Zentrum und umfasst auch ein nördlich der Bundesautobahn 23 gelegenes Weichentrapez.
2015 wurde die Station mit kostenfreiem WLAN ausgestattet.
Seit 20. August 2023 werden im Rahmen des Streckenausbaus für die S-Bahn in Bauphase 2 die Bahnsteige verlängert und erhöht sowie die Gleise unterhalb der Autobahnbrücke abgesenkt, um Platz für die Oberleitung zu schaffen. Am 18. April 2024 begann mit dem Aufstellen des ersten Oberleitungsmastes zwischen Bahnsteig en und Autobahnbrücke symbolisch die Elektrifizierung der Strecke.

## Verkehr

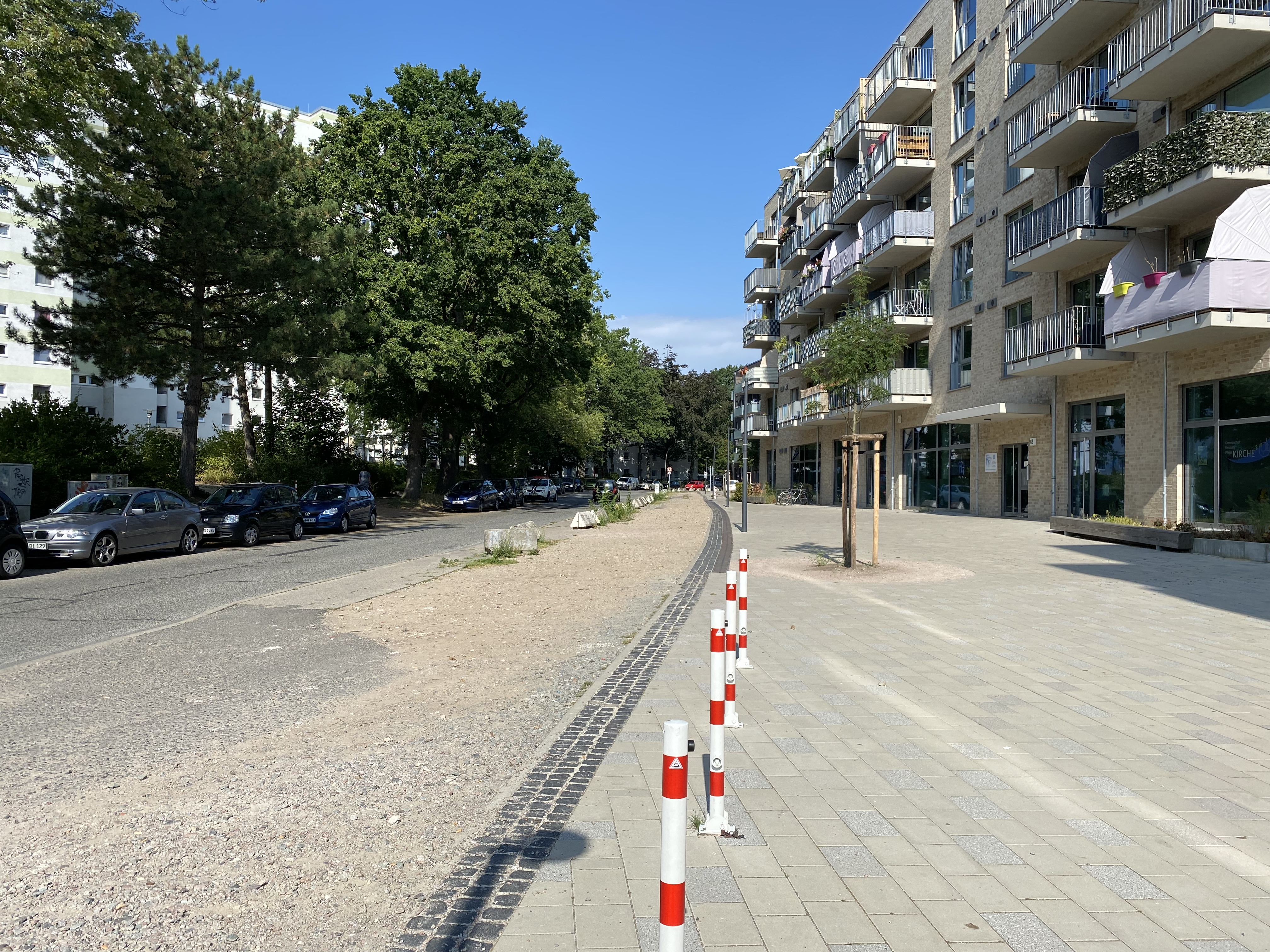
Der Hörgensweg, nach dem der Bahnhof benannt ist.

Die Station wird durch die Linie A1 der AKN Eisenbahn in der Regel im 20-Minuten-Takt und in der Hauptverkehrszeit im 10-Minuten-Takt bedient. Samstags gibt es einen 20-Minuten-Takt und sonntags einen 30-Minuten-Takt, nachts einen 60-Minuten-Takt.
| Linie | Verlauf |
| ----- | --- |
| A1    | Eidelstedt – Eidelstedt Zentrum – Hörgensweg – Schnelsen – Burgwedel – Bönningstedt – Hasloh – Quickborn Süd – Quickborn – Ellerau – Tanneneck – Ulzburg Süd (– Henstedt-Ulzburg – Kaltenkirchen Süd – Kaltenkirchen) |

2018 stiegen hier täglich durchschnittlich rund 1000 Personen ein und aus.